# SuG
SuG (jap. サグ Sagu) – japoński rockowy zespół oshare kei założony w 2006 roku. Zespół wydał dwa EPs, dwa pełne albumy studyjne oraz kilka singli. Do 2009 roku zespół współpracował z Indie PSC, pododdziałem PS Company. W 2010 roku podpisali kontrakt z wytwórnią Pony Canyon, i dołączyli do czołówki najważniejszych zespołów w PS Company.

## Historia
Wokalista Takeru oraz gitarzyści Masato i Yuji wcześniej byli częścią zespołu Travel. Po tym jak zespół został rozwiązany, założyli wspólnie basistą Shouta (ex-AmeriA) zespół SuG w październiku 2006 roku. Następnie dołączył do nich perkusista Mitsuru w listopadzie tego samego roku.
Shouta opuścił zespół w lutym i został zastąpiony przez Chiyu na basie. Ich pierwszym wydanime był "7 Breeze" na składance Cannonball Vol. 03. Zespół podpisał kontrakt z wytwórnią visual kei PS Company, a w sierpniu 2007 roku wydali swój pierwszy singiel "Scheat". Po wydaniu pierwszego singla, SuG wydali swój pierwszy EP zatytułowany Love Scream Party. W celu promowania swojej muzyki poza Japonią wystąpili na "J-Rock Invasion" w Niemczech wraz z zespołami Kagrra, Kra, Alice Nine i Screw – wszyscy współpracują z wytwórnią CLJ Records.
Mitsuru opuścił SuG po ich koncercie na żywo 9 maja 2009 roku. Przypuszcza się, że Mitsuru odszedł z powodu różnic artystycznych względem pozostałych członków zespołu. Ich wspierający perkusista Shinpei stał się pełnoetatowym członkiem zespołu po odejściu Mitsuru.
Po zapowiedzeniu swojego singla "Gr8 Story", SuG ogłosił swoje przejście do wytwórni PS Company podczas występu na żywo "SuG Fes 2009 Alternative Pop Show ~ Vol.6" 30 listopada 2009 roku. "Gr8 Story " została wydana przez Pony Canyon, a tytułowy utwór został wykorzystany jako utwór kończący anime Reborn!. Według zespołu, piosenka jest "raczej punkowa", ale z chwytliwą melodią, którą dobrze się słucha.
Ich drugi album (i pierwszy album wydany przez Pony Canyon) "Tokio Muzical Hotel" został wydany 9 marca 2010 (SuG Day). Ich trzeci album (drugi album wydany przez Pony Canyon) "Thrill Ride Pirates", został wydany 9 marca 2011 roku.
11 września 2015 roku SuG zapowiedzieli pierwszą europejską trasę koncertową, która rozpocznie się 29 listopada. Podczas trasy zespół odwiedzi 5 krajów (Niemcy, Francja, Wielka Brytania, Rosja and Finlandia).

## Nazwa
Nazwa zespołu "Sug" pochodzi od transliteracji angielskiego słowa "thug", pisanego (i wymawianego) w języku japońskim, jak Sagu (jap. サグ).

## Członkowie

### Obecni
- Takeru (jap. 武瑠) – wokal
- Masato – gitara
- Yuji – gitara
- Chiyu – gitara basowa
- Shinpei – perkusja

### Byli
- Shōta (jap. 渉歌) – gitara basowa (2006-2007)
- Mitsuru – perkusja (2006-2009)

## Dyskografia

### Albumy studyjne
- nOiZ stAr (14 maja 2008)
- TOKYO MUZiCAL HOTEL (9 marca 2010)
- Thrill Ride Pirates (9 marca 2011)
- Lollipop Kingdom (25 kwietnia 2012)
- BLACK (4 marca 2015)

### Minialbumy
- I SCREAM PARTY (19 grudnia 2007)
- Punkitsch (3 września 2008)
- VIRGIN (9 marca 2016)

### Single
- Scheat (1 sierpnia 2007)
- Yumegiwa Downer/Kyogenguse (jap. 夢際ダウナー/虚言癖 Yumegiwa Daunā/Kyogenguse) (2 września 2007)
- Alterna. (5 września 2007)
- Tricolour Color (jap. 虜ロォルカラァ Toriko Roorukaraa) (3 grudnia 2008)
- 39GalaxyZ (15 kwietnia 2009)
- Life♥2Die (14 października 2009)
- P!NK masquerade. (18 listopada 2009)
- dr8 story (27 stycznia 2010)
- Koakuma Sparkling (jap. 小悪魔Sparkling) (30 czerwca 2010)
- R.P.G.: Rockin' Playing Game (1 września 2010)
- Crazy Bunny Coaster (12 stycznia 2011)
- Mad$hip (5 lutego 2011)
- ☆Gimme Gimme☆ (jap. ☆ギミギミ☆ ☆GimiGimi☆) (15 czerwca 2011)
- Toy Soldier (26 października 2011)
- Fukanzen Beautyfool Days (jap. 不完全 Beautyfool Days) (1 lutego 2012)
- swee†oxic (19 września 2012)
- MISSING (19 lutego 2014)
- B.A.B.Y (23 lipca 2014)
- CRY OUT (19 listopada 2014)
- teenAge dream/Luv it!! (15 lipca 2015)
- SICK’S (16 grudnia 2015)
- AGAKU (5 lipca 2017)

### Single DVD
- Mujōken kōfukuron (jap. 無条件幸福論) (17 listopada 2010)

### Składanki
- Cannonball Vol. 3 (2 lutego 2007)